# 파상풍 백신

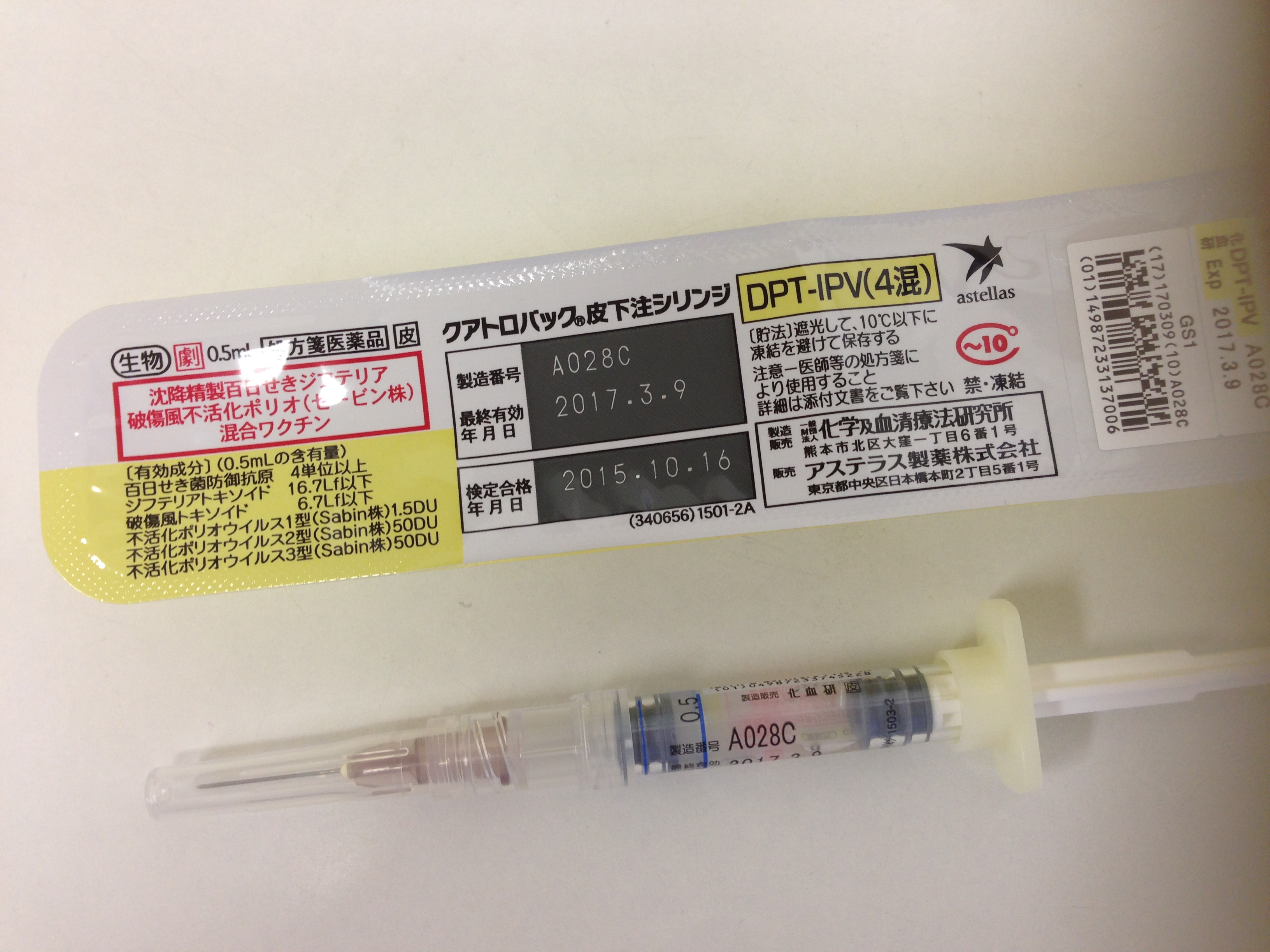
파상풍 접종은 대부분 DPT 백신을 통해서 조합으로 이루어진다.

파상풍 백신(영어: Tetanus vaccine 혹은 Tetanus toxoid, TT)는 파상풍을 예방하기 위한 불활성화 백신(inactivated vaccine)이다. 유년 시절에는 다섯번의 백신 접종이 권장되며, 청소년기에 1회 접종을 진행한다. 10년마다 추가 접종을 권장한다. 세 번의 접종 이후에는 거의 모든 사람들이 면역을 갖게 된다. 파상풍 백신을 맞지 않은 사람은 부상 후 48시간 이내에 부스터를 접종해야 한다. 예방 접종을 한번도 받지 않은 고위험 상해 환자의 경우 파상풍 항독소를 맞는 것이 권장된다. 임산부가 파상풍 예방 접종을 최신으로 맞고 있으면, 신생아 파상풍을 예방할 수 있다.
파상풍 항혈청은 1890년에 개발되었으며, 면역 효과는 몇 주간 지속된다. 파상풍 백신은 1924년에 개발되어 제2차 세계대전에서 병사들에게 일반적으로 사용되었다. 파상풍 백신의 사용으로 파상풍 감염 비율이 95% 낮아졌다. WHO 필수 의약품 목록에 파상풍 백신이 등재되어 있다. 개발도상국의 구매 비용은 2014년 기중으로 0.17~0.65 USD이다. 미국의 경우 25 ~ 50 USD이다.

## 백신 효과
파상풍 백신 예방 접종 후 95%의 사람들이 파상풍으로부터 보호를 받았다. 신생아의 파상풍 사망은 1988년 787,000명에서 2010년 58,000명으로, 2015년 34,000명으로 감소했다. (1988년 대비 96% 감소)
백신 접종 전인 1940년대에 미국에서는 매년 약 550건의 파상풍이 발생했지만, 2000년대에는 매년 약 30건으로 감소했다. 파상풍 발생의 거의 모든 경우는 백신을 접종하지 않은 사람이나, 최근 10년이내에 추가 접종을 하지 않은 성인들이었다.

## 부작용
파상풍 백신은 매우 안전하다. 임신한 상태이거나, 후천면역결핍증후군에 걸린 상태라도 안전하게 맞을 수 있다. 주사 부위의 발적과 통증은 25%~85%에서 발생할 수 있고, 어지러움, 식욕부진, 구토, 미열이나 피곤함, 가벼운 근육통이 발생할 수 있다. 심한 알레르기 반응은 100,000명 중 1명 미만으로 발생한다. 고열, 경기, 아나필락시스 반응, 경련 등의 심각한 부작용이 드물게 발생한다.

## 백신 조합
파상풍 백신은 여러 가지 백신의 조합으로 접종된다. 디프테리아 백신과 백일해 백신을 조합하여 보통 구성한다. 함께 있는 백신 중 가장 대표적인 것이 DPT 혹은 Tdap이며, T는 파상풍, d와 p는 각각 디프테리아와 백일해를 가리킨다. 그 외에도 조합에 따라서 Td 백신, DT 백신 등이 존재하며, Hib 백신이나 B형 간염 백신, 소아마비 백신을 조합할 때도 있다. DTaP와 DT는 7세 미만의 어린이에게, Tdap과 Td는 7세 이상 어린이에게 제공된다.

## 한국에서 접종 방법
- 접종대상 : 모든 영유아
- 접종 시기

1. 생후 2, 4, 6개월에 3회 기초접종
2. 생후 15~18개월과 만 4~6세 때 각각 1회 추가접종
3. 만 11~12세 때 Tdap 또는 Td 백신으로 1회 접종